# 킬로이 다녀감

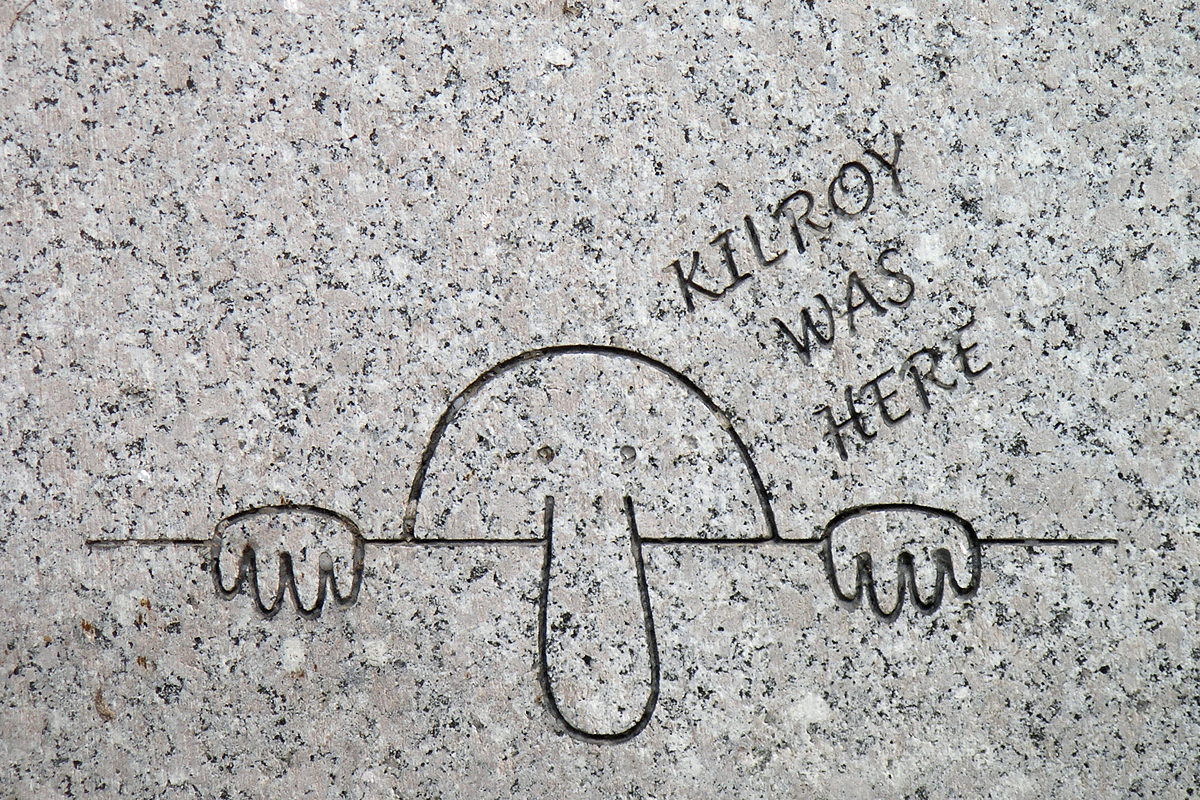
워싱턴 D.C. 제2차 세계 대전 기념비에 새겨진 킬로이 낙서

킬로이 다녀감(Kilroy was here)은 제2차 세계 대전 당시 유행한 미국의 대중문화로서 그래피티의 일종이다. 그 기원에 대해서는 논란이 있지만, 코가 큰 대머리의 남자가 담벼락 위에 손을 짚고 담 너머를 훔쳐보면서 "킬로이 다녀감"이라는 문구가 함께하는 구조는 거의 동일하다. 참전 미군들이 돌아다니면서 그린 낙서가 그 기원이라고 한다.
영국에서는 이 낙서를 미스터 채드(Mr Chad)라고 부르고 호주에서는 푸 다녀감(Foo was here)이라고 하는데, "푸 다녀감"은 제1차 세계 대전 때부터 나타났을 가능성이 있고 미스터 채드 캐릭터는 1938년 영국 만화에서 비롯되었을 가능성이 있다. 전쟁을 거치면서 영국의 차드와 미국의 킬로이가 서로 결합된 것으로 보인다.
"킬로이"라는 이름은 포어 강 조선소 노동자 제임스 킬로이(1902년 ~ 1962년)에게서 비롯된 것으로 생각된다.